# Кумаси
Кумаси е вторият по население град в Гана с 1 517 000 жители (прибл. оц. 2005 г.). Разположен е в южната част на страната на около 250 км северозападно от столицата Акра и на около 500 км северно от екватора. Развит е дърводобивът, както и добивът на злато и производството на какао.

## Личности
- Кофи Анан, ганайски дипломат

1. ↑  worldpopulationreview.com